# Valsartan
Valsartan (varunamn Diovan, Tareg) är ett läkemedel, en så kallad angiotensin II-receptorantagonist, som används för att sänka ett för högt blodtryck, för att behandla hjärtsvikt (CHF) eller skador i hjärtmuskulaturen efter en hjärtinfarkt (post-MI). Den fasta kombinationen Diovan Comp (valsartan/hydroklortiazid) består av de två läkemedlen valsartan och hydroklortiazid och används för att sänka blodtrycket.  
Renin-angiotensin-aldosteron-systemet (RAAS-systemet) är centralt är det gäller att kontrollera blodtrycket. Enzymet renin klyver proteinet angiotensinogen till det mindre proteinet angiotensin I som sedan via ACE (angiotensin converting enzyme) bildar angiotensin II. Angiotensin II kan binda till olika receptorer, bl.a. AT-1-receptorn, och därigenom få muskulaturen kring blodkärlen att dra ihop sig och blodtrycket att stiga. Angiotensin II ökar också bildningen av aldosteron. Aldosteron verkar bland annat på njurarna och får vätska och salter att stanna kvar i kroppen och ökar på det sättet blodtrycket.
Vid normala förhållanden är bildningen av angiotensin i balans och resulterar inte i för höga blodtrycksnivåer. Men genom arv, stress, rökning, kost eller annan påverkan kan systemet komma i obalans och behöva korrigeras med hjälp av läkemedel.
Valsartan är en angiotensinreceptorblockerare (ARB) och blockerar AT-1-receptorn vilket hindrar att ökade koncentrationer av angiotensin II kan höja blodtrycket.
Hydroklortiazid är ett diuretikum, ett salt- och vätskedrivande läkemedel som minskar blodets innehåll av vatten. Med mindre vatten minskar volymen av blodet och trycket i blodkärlen sjunker.
Kombinationen av dessa två läkemedelsklasser i en tablett är fördelaktig eftersom de tillsammans har en bra effekt på blodtrycket. Dessutom ökar valsartan mängden aldosteron medan hydroklortiazid motverkar aldosteronets negativa effekter.

## Administrering
Orala tabletter, innehållande 40 mg (skårat), 80 mg, 160 mg eller 320 mg (skårat) av valsartan. Startdos är vanligen 80 mg dagligen.
Diovan Comp innehåller fasta kombinationer av valsartan och hydroklortiazid 80 mg/12,5 mg, 160 mg/12,5 mg, 160 mg/25 mg, 320 mg/12,5 mg eller 320 mg/25 mg och används till skillnad mot Diovan endast vid hypertoni, inte för CHF eller post-MI.